# Masakra w Sharpeville
Masakra w Sharpeville – brutalne stłumienie protestów z 21 marca 1960 roku w Sharpeville w Południowej Afryce. Demonstranci protestowali przeciwko obowiązującemu prawu dotyczących kontroli ludności czarnoskórej w zakresie przemieszczenia się i prawa do stałego pobytu. Przepisy te były jednym z elementów polityki apartheidu w Południowej Afryce. Protesty w Sharpeville były jedną z pierwszych demonstracji przeciwko apartheidowi w Południowej Afryce.

## Przygotowania do protestu
Protest zorganizował Afrykański Kongres Narodowy (ANC) przy wsparciu Kongresu Panafrykańskiego (PAC). Pod koniec 1959 roku ANC rozpoczął przygotowania do zorganizowania protestów przeciwko obowiązkowym przepustkom. Manifestacje miały odbyć się pod komisariatami policji, a ich uczestnicy mieli być zatrzymywani przez policję. Według PAC, zatrzymanie wielu tysięcy ludzi miało doprowadzić do problemów gospodarczych w państwie, co zmusiłoby rząd do ustępstw na rzecz czarnoskórych. Organizatorzy nawoływali do niestosowania przemocy.

## Masakra
Według różnych źródeł, 21 marca przed komisariatem policji w Sharpeville zgromadziło się od 5 do 20 tys. demonstrantów. Większość osób poszła na demonstrację dobrowolnie, niektórzy zostali zmuszeni do pójścia przez członków PAC.
Wydarzenia z Sharpeville nie są w całości wyjaśnione. Około godziny 13:15 w pobliżu wejścia na komisariat doszło do bójki. Jeden z policjantów został przypadkowo przewrócony, a tłum zaczął iść do przodu, aby zobaczyć, co się dzieje. Według policji uczestnicy protestu zaczęli rzucać w nich kamieniami. Ogień otworzył jeden ze spanikowanych policjantów. Inni funkcjonariusze dołączyli do strzelaniny. Podczas trwającej dwie minuty strzelaniny zginęło 69 osób (w tym 8 kobiet i 10 dzieci), a 180 zostało ciężko rannych. Według relacji świadków policja nie ostrzegła demonstrantów, że jest gotowa użyć broni.
Wydarzenia w Sharpeville udokumentował fotoreporter Ian Berry, który na początku myślał, że policja strzela ślepakami.

## Następstwa
Masakra w Sharpeville zniechęciła ludność czarnoskórą do organizacji protestów przeciwko dyskryminacji i łamaniu praw człowieka w Południowej Afryce. Bierność ludności przełamały protesty w Soweto z czerwca 1976 roku, kiedy to wybuchły zamieszki przeciwko decyzji rządu Południowej Afryki o nauczaniu w szkołach średnich i na uniwersytetach w języku afrikaans. ANC zrezygnowała z pokojowych metod protestu na rzecz walki zbrojnej. Rząd Południowej Afryki wprowadził stan wyjątkowy oraz zdelegalizował ANC i PAC.
Masakra w Sharpeville wywołała protesty na całym świecie. Rada Bezpieczeństwa Organizacji Narodów Zjednoczonych nałożyła na Południową Afrykę sankcję. 1 kwietnia 1960 roku Rada Bezpieczeństwa ONZ wydała rezolucję nr 134, wzywającą rząd Południowej Afryki do podjęcia środków zmierzających do zapewnienia równości mieszkańców (w tym porzucenia apartheidu i dyskryminacji rasowej). Rada Bezpieczeństwa wyraziła ubolewanie i przyznała, że sytuacja w Południowej Afryce może doprowadzić do międzynarodowych tarć i jeśli utrzyma się, to może w przyszłości zagrozić międzynarodowemu pokojowi i bezpieczeństwu. Ponadto w 1963 roku Rada Bezpieczeństwa ONZ wydała dwie rezolucje (nr 181 z 7 sierpnia i 182 z 4 grudnia), odnoszące się do sytuacji w Południowej Afryce. W rezolucji nr 181 wezwano wszystkie kraje do natychmiastowego wstrzymania sprzedaży i dostaw broni, amunicji oraz wszelkich pojazdów typu militarnego do Południowej Afryki. Embargo nie miało charakteru wiążącego członków ONZ, przez co nie przyniosło oczekiwanego efektu.
Obecnie rocznica wydarzeń z Sharpeville jest obchodzona w Południowej Afryce jako Dzień Praw Człowieka. Po zniesieniu apartheidu i demokratyzacji państwa, w grudniu 1996 roku prezydent Południowej Afryki Nelson Mandela wybrał Sharpeville jako miejsce, w którym podpisał nową konstytucję.
Zgromadzenie Ogólne Organizacji Narodów Zjednoczonych ogłosiło dzień 21 marca Międzynarodowym Dniem Walki z Dyskryminacją Rasową.